# Lopezia haematodes
Lopezia haematodes är en dunörtsväxtart som beskrevs av Gustav Kunze. Lopezia haematodes ingår i släktet enmansblommor, och familjen dunörtsväxter. Inga underarter finns listade i Catalogue of Life.